# 小林ゆり子
小林 ゆり子（こばやし ゆりこ、1978年1月15日 - ）は、元テレビ岩手のアナウンサー。

## 来歴
東京都八王子市出身。フェリス女学院大学卒業。
大学を卒業後、テレビ岩手に入社。報道制作局アナウンス部に配属され、2008年12月まで同局のアナウンサーを務めた。同局がアナログ放送を行っていた頃には、アナウンス業務と並行して地上デジタル放送推進大使も務めていた。
アナウンス部在籍中の2003年に、小学館の『週刊ポスト』編集部から取材と写真撮影のオファーを受けた。その際のインタビューと写真は、同年9月1日発売の同誌に掲載された。また、2004年には同局のアナウンサーであった鈴木直志とともに、毎年盛岡市で行われている盛岡文士劇に参加・出演した。そして2005年には、盛岡市在住作家・高橋克彦の作品を原作とする映画の撮影にも参加した。

## 人物
「食アナ」「食の女王」などの異名を取る健啖家。テレビ岩手公式サイト内コンテンツの「デジカメ写真館」では、その食欲旺盛ぶりを何度も取り上げられている（下記外部リンク節のバックナンバーリストを参照）。ちなみに東京の実家で暮らす母親は娘以上の健啖家であり、小林が自身のプロフィールページに「母にだけは勝てません。永遠のライバルです」と記すほどであった。
他にダンスも好きで、高校・大学時代にはダンス部に所属していた。また、小学生のときにもクラシックバレエを習っていた。

## 担当番組
- いわて特盛！5きげんテレビ → 5きげんテレビ - キャスター（隔週出演）
- 月刊 元気一番"生"テレビ（ミヤギテレビ製作）[6]
- 週末はファンキーSOUL
- ドキ土キ☆アミーGO!